# Karmesinnektarvogel
Der Karmesinnektarvogel (Aethopyga siparaja), auch Gelbrückennektarvogel genannt, ist ein 10 bis 13 Zentimeter großer Vertreter aus der Familie der Nektarvögel.

## Aussehen

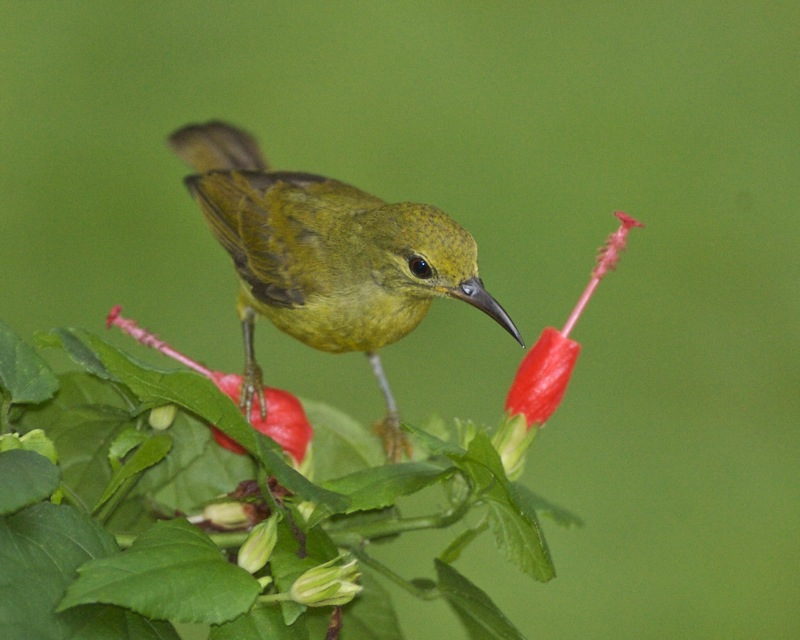
Karmesinnektarvogel (Weibchen)

Das Männchen ist an der Brust, Kehle, Kopf und dem vorderen Teil des Rückens rötlich gefärbt. Der Schnabel, der obere Teil des Kopfes und die Flügel sind schwarz. Der bis zu 5 Zentimeter lange Schwanzansatz des Männchens ist auffällig gelb und der übrige Teil ist grünlich gefärbt. Das Prachtgefieder tragen die Männchen ganzjährig. Das Weibchen ist unauffällig bräunlich grün gefärbt, wobei der Bauch und die Schwanzunterseite etwas heller sind.

## Verbreitung und Lebensraum
Diese Art kommt in Indien, Malaysia, Philippinen und anderen Teilen Südostasiens und auf den Inseln Sumatra und Borneo vor. Dort bewohnt diese Art die Urwälder bis in eine Höhe von 1300 Metern, kommt aber auch in menschlichen Gärten und Plantagen vor.

## Lebensweise
Die Vögel sind standorttreu. Sie suchen an Bäumen und Pflanzen nach Nektar. Sie vollführen einen Schwirrflug, ähnlich dem der Kolibris. Dabei stechen sie zu lange Blüten von unten an, um so mit ihrer röhrenförmigen Zunge an den Nektar zu kommen. Bevorzugt werden vor allem rote und rosa Blütenfarben. Daneben fangen die Vögel auch kleinere Insekten und Spinnen. Außerhalb der Fortpflanzungszeit führen sie ein Leben als Einzelgänger.

## Fortpflanzung
Zur Brutzeit bauen die Vögel gemeinsam ein birnenförmiges Nest aus Gräsern, Moosen und Spinnenseide, welches sie an langen überstehenden Zweigen, im dichten Gebüsch anlegen. In das Nest legt das Weibchen 2 bis 3 cremefarbene, rotbraun gefleckte Eier.
Die Brutzeit beträgt ca. 2 Wochen. Die Jungvögel werden von beiden Elternteilen im Nest versorgt.

## Gefährdung
Aufgrund ihrer weiteren Verbreitung und weil für diese Art keinerlei Gefährdungen bekannt sind, stuft die IUCN diese Art als  (=least concern – nicht gefährdet) ein.

## Unterarten
Es sind vierzehn Unterarten bekannt:
- Aethopyga siparaja seheriae (Tickell, 1833)[2] – Diese Unterart kommt in den Vorbergen des Himalayas im Norden Indiens und im Westen von Bangladesch vor.
- Aethopyga siparaja labecula (Horsfield, 1840)[3] – Diese Subspezies kommt im Osten des Himalayas  über Bangladesch und  Myanmar mit Ausnahme des Südens in den Nordwesten von Laos sowie Vietnam vor.
- Aethopyga siparaja owstoni Rothschild, 1910[4] – Diese Unterart ist im Südosten Chinas verbreitet.
- Aethopyga siparaja tonkinensis Hartert, 1917[5] – Diese Subspezies ist im Süden Chinas und dem Nordosten Vietnams verbreitet.
- Aethopyga siparaja mangini Delacour & Jabouille, 1924[6] – Diese Unterart kommt im Südosten Thailands und dem zentralen und südlichen Indochina vor.
- Aethopyga siparaja insularis Delacour & Jabouille, 1928[7] – Diese Subspezies kommt auf Dao Phu Quoc vor.
- Aethopyga siparaja cara Hume, 1874[8] – Diese Unterart ist im Süden Myanmars und dem Norden Thailands verbreitet.
- Aethopyga siparaja trangensis Meyer de Schauensee, 1946[9] – Das Verbreitungsgebiet dieser Unterart ist der Süden Thailands und der Norden der Malaiischen Halbinsel
- Aethopyga siparaja siparaja (Raffles, 1822)[10] – Die Nominatform kommt im Süden der Malaiischen Halbinsel, auf Sumatra und auf Borneo vor.
- Aethopyga siparaja nicobarica Hume, 1873[11] – Das Verbreitungsgebiet dieser Unterart sind die Nikobaren.
- Aethopyga siparaja heliogona Oberholser, 1923[12] – Diese Subspezies ist auf Java verbreitet.
- Aethopyga siparaja natunae Chasen, 1935[13] – Diese Unterart kommt auf den Nikobaren nordwestlich von Borneo vor.
- Aethopyga siparaja flavostriata (Wallace, 1865)[14] – Diese Unterart ist im Norden Sulawesis verbreitet.
- Aethopyga siparaja beccarii Salvadori, 1875[15] – Diese Subspezies kommt im zentralen und südlichen Teil Sulawesis vor.

## Etymologie und Forschungsgeschichte
Thomas Stamford Raffles beschrieb den Karmesinnektarvogel unter dem Namen Certhia siparaja. Einen Fundort nannte er nicht. 1850 führte Jean Louis Cabanis die Gattung Aethopyga u. a. für den Karmesinnektarvogel ein. Der Gattungsname setzt sich auf »aithos αιθος« für »Feuer« und »-pygos, pygē -πυγος, πυγη« für »-steißig, Steiß, Bürzel« zusammen.
Das Artepitheton ist malaischen Ursprungs, dort bedeutet »Sipa raja« »General der Armee«. »Owstoni« ist dem britischen Sammler und Geschäftsmann Alan Owston (1853–1915), »beccarii« dem italienischen Botaniker und Sammler Odoardo Beccari (1843–1920), »mangini« dem französischen Botaniker und Direktor des Muséum national d’histoire naturelle Louis Alexandre Mangin (1852–1937), gewidmet. Gleich mehrere Namen sind Toponyme. So bezieht sich »tonkinensis« auf das französische Protektorat Tonkin, »trangensis« auf die thailändische Provinz Trang, »nicobarica« auf die Nikobaren, »natunae« auf die Natuna-Inseln und »seheriae« aus Seheria, einem Ort im Distrikt Purulia in Westbengalen. »Insularis« bezieht sich allgemein auf Inselbewohner und leitet sich vom lateinischen »insula, insulae« für »Insel« ab. »Labecula« leitet sich vom lateinischen »labes, labis« für »Flecken« ab. Das lateinische Wort »carus« bedeutet »teuer, wertvoll«. »Flavostriata« ist ein lateinisches Wortgebilde aus »flavus« für »gelb, goldgelb« und »striatus, striare« für »gestreift, streifen« . »Heliogona« setzt sich aus dem griechischen »hēlios ἡλιος« für »Sonne« und »gonē, gonēs -γονη, γονης« für »Nachwuchs, Spross« zusammen.